# Questionamento (sexualidade)
O questionamento, no contexto LGBT+, é usado para se referir ao processo de exploração e questionamento quanto à orientação ou identidade sexual, à identidade ou expressão de gênero, às características sexuais, ou as cinco. A letra "Q" às vezes é adicionada ao final da sigla LGBT (lésbica, gay, bissexual, transgênero) para se referir tanto para em questionamento, como para queer.
A orientação, a identidade e o comportamento sexual nem sempre são iguais; por exemplo, se um indivíduo se identifica como homossexual, não necessariamente este se sentirá atraído apenas por alguém do mesmo sexo ou gênero, e alguém pode ter relações sexuais com mais de um sexo ou gênero sem necessariamente identificar a sua orientação sexual como bissexual.
A importância em entender que não é necessário aplicar qualquer tipo de rótulo na orientação sexual ou identidade de gênero a si mesmo é mais divulgada social e publicamente nos dias atuais, juntamente com a fluidez que pode haver quanto à identidade sexual, que também é mais abertamente discutida e amplamente aceita na sociedade de hoje. Muitos indivíduos que não se identificam com um rótulo específico para a orientação sexual, como hetero, gine, andro, homo ou bissexual, ou para a identidade de gênero, como masculina ou feminina, referem-se a si mesmos para a identidade de gênero com as terminologias: não-binário, ou agênero; ou tanto para orientação sexual como para a identidade de gênero como queer.
O termo em inglês, é usado tanto como substantivo quanto adjetivo, como em questioning person, podendo-se traduzir como questionante e questionador, consequentemente, questionância.

## Adolescentes e outros jovens
Durante a adolescência, as noções de questionar a orientação sexual ou o identidade de gênero de uma pessoa, juntamente com as diversas áreas relacionadas a ela, podem surgir à medida que a construção da identidade começa a se formar. É um estágio em que a exploração, o aprendizado e a experimentação ocorrem com frequência. Embora alguns jovens tenham pouco ou nenhum problema em se identificar, muitos jovens encontram muita confusão e incerteza nesse estágio. Eles podem ter problemas para entender a sua sexualidade, orientação sexual, identidade de gênero ou se eles se encaixam em qualquer rótulo normativo social preconcebido. Estudos mostraram que 57% das pessoas primeiro tinham questionamentos sobre a sua orientação sexual ou sexo entre as idades de 11 e 15 anos.

A Associação Americana de Psicologia afirma:
A adolescência pode ser um período de experimentação, e muitos jovens podem questionar os seus sentimentos sexuais. Tornando-se consciente dos sentimentos sexuais é uma tarefa normal de desenvolvimento da adolescência. Por vezes, os adolescentes têm sentimentos ou experiências com o mesmo sexo que causem confusão acerca de sua orientação sexual. Esta confusão parece diminuir ao longo do tempo, com resultados diferentes para diferentes indivíduos.

### Comportamentos e desenvolvimento
De acordo com Sarah Gardner, as formas pelas quais os seres humanos se comportam baseiam-se em cinco necessidades básicas: sobrevivência, amor e pertença, poder, liberdade e prazer. Um indivíduo mudará seus comportamentos para satisfazer essas necessidades. No caso de jovens se questionando, algumas ou todas essas necessidades não são atendidas. Quando uma ou mais dessas necessidades não são satisfeitas, seus comportamentos podem se tornar agravados, confusos ou desencorajados na tentativa de satisfazer a necessidade de sobreviver, sentir-se amado ou pertencer, alcançar a liberdade, conquistar poder ou sentir uma sensação de prazer.

A identidade de gênero é crucial no desenvolvimento de um indivíduo jovem, pois é uma grande parte de sua identidade social pessoal. A confusão e o questionamento envolvidos na formação da identidade de gênero podem ser influenciados pela necessidade de se encaixar no binário de gênero ou aderir aos ideais sociais construídos pela sociedade dominante. O sexo atribuído a uma pessoa ao nascimento, também conhecido como sexo natal, nem sempre é intercambiável com os termos identidade de gênero e papel de gênero. O sexo natal e a identidade de gênero são, no entanto, componentes diferentes de identidade, e a identidade de gênero não se desdobra necessariamente na direção do sexo natal 
A identidade de gênero não é o mesmo que papel de gênero; identidade de gênero é um núcleo de sentido próprio, enquanto que o papel de gênero envolve a adaptação de marcas socialmente construídas (roupas, maneirismo, comportamentos), tradicionalmente consideradas como masculinas e femininas. Sexo natal, identidade de gênero e papel de gênero interagem de maneira complexa e cada uma delas é também separado da direção da atração sexual. 
 As construções sociais de masculinidade e feminilidade também podem ser um fator causador de confusão para os jovens; impactando o modo como eles se sentem se comportarem se se identificarem com certas identidades de gênero ou orientações sexuais.
A consciência e visibilidade da orientação sexual contribuem fortemente para a formulação da identidade de gênero. Os dois são igualmente importantes para contribuir para o desenvolvimento de um indivíduo durante o estágio adolescente. O questionamento da sexualidade ou orientação sexual de um jovem entra em jogo em uma variedade de situações; independentemente da experiência ou da falta dela. Por exemplo, um indivíduo que geralmente se identifica como homossexual também pode ter interações sexuais com outro sexo, mas não necessariamente sente que é bissexual. Além disso, um indivíduo também pode se identificar com uma orientação sexual definitiva sem ter nenhuma ou apenas algumas interações ou experiências sexuais.

### Social
O aspecto social é um fator significativo que pode causar questionamento aos jovens para sentirem que têm um ambiente inseguro no estabelecimento de sua orientação sexual ou identidade de gênero. A necessidade de aceitação social pelos seus pares e outros membros da sociedade durante a adolescência dá ao indivíduo a sensação de pertencer; portanto, o medo da rejeição ou discriminação pode impedir que os jovens sejam públicos com a sua identidade incerta.
A heteronormatividade pode contribuir e afetar para a hesitação dos jovens em serem públicos com a sua identidade de gênero e orientação sexual. Isto pode ser devido ao fato de que se pode sentir que eles não se encaixam com os constructos sociais da heterossexualidade, masculinidade ou feminilidade cisgênero - que são ideais que não incluem necessariamente as exceções e diferenças de outros tipos de identidades de gênero e orientações sexuais. De acordo com Choi e colaboradores, "O mal-entendido e o medo do desconhecido são provavelmente os principais influenciadores da controvérsia em torno da aceitação de identidade de gênero. Como um sentimento de pertencimento é uma das cinco necessidades básicas, o indivíduo pode temer a transição para outro gênero causando um conflito interno" A construção social da heteronormatividade está diretamente relacionada ao gênero binário; esses dois constructos são frequentemente condicionados na corrente dominante para serem mais aceitos, impactando, portanto, na aceitação de outros tipos de identidades de gênero e orientações sexuais, aqueles que podem não se encaixar nessas normas ou serem fluidos entre múltiplas categorias.
Alguns jovens evitam sair do armário ou até mesmo reconhecer a sua orientação sexual por causa da homofobia. Reconhecer a sua identidade lésbica, gay ou bissexual ou outra identidade pode acabar com a confusão. Um artigo no The Journal of Counseling &amp; Development afirma: "As minorias sexuais experimentam dois tipos de estigma que diferem com base na natureza objetiva e subjetiva do estresse. Devido à sua natureza persistente, o estresse estigmatizado pode ser caracterizado como um estressor crônico, que as minorias sexuais enfrentam, colocando-as em maior risco do que os indivíduos que não são minorias sexuais de desenvolver um estilo de enfrentamento ruminativo". Quando uma pessoa sente que nenhum dos termos de identidade de gênero existentes se aplica a ela, ou que ela não se encaixa com precisão em qualquer binário, pode levar a sentimentos de pressão, solidão, anormalidade e desesperança.
Segundo a Associação Americana de Psicologia, aqueles que lutam para reconhecer a sua orientação sexual ou identidade de gênero podem estar em maior risco de ter pensamentos suicidas, depressão, sexo desprotegido ou recorrer a mecanismos prejudiciais de enfrentamento, como abuso de drogas, álcool ou autoagressão. Estudos mostram que os jovens que questionam têm maior risco de vitimização, pensamentos suicidas e abuso de drogas e álcool ainda mais do que jovens lésbicas, gays e bissexuais, possivelmente devido à marginalização de pares heterossexuais e LGBs.
Os defensores da organização juvenil afirmam que "os estudos estabelecem ligações entre a tentativa de suicídio e a não-conformidade de gênero, conscientização precoce de orientação sexual, estresse, violência, falta de apoio, abandono escolar, problemas familiares, falta de moradia e uso de substâncias". Para questionar os adolescentes, não apenas a aceitação de seus pares é importante para eles, mas também a aceitação de sua família é igualmente importante. No entanto, nem todos os jovens recebem o apoio de que necessitam de suas famílias durante o processo de questionamento. Ryan C. et al., Do estado da Universidade Estadual de São Francisco, "GLBTQ jovens com famílias mais rejeitadas são oito vezes mais propensos a relatar tentativa de suicídio, quase seis vezes mais propensos a relatar altos níveis de depressão, mais do que três vezes mais probabilidades de usar drogas ilegais, e três vezes mais chances de estar em alto risco de contrair o HIV e infecções sexualmente transmissíveis do que jovens GLBTQIAP com menos famílias rejeitadoras”. A comunidade social é um aspecto crucial para contribuir para o bem-estar do ser e da saúde mental. As pessoas geralmente se sentem mais positivas em relação à sua orientação sexual e identidade de gênero por meio de apoio e reforço positivo, especialmente da família, amigos e conhecidos.
Adolescentes que estão questionando e recebendo apoio podem muitas vezes levar uma vida saudável e satisfatória e passar pelo processo usual de desenvolvimento do adolescente; aqueles que enfrentam bullying, ostracismo ou outras formas de opressão têm maior probabilidade de estar em risco de ter pensamentos suicidas e de se engajar em atividades de alto risco, Um transtorno de ansiedade ou depressão relacionado a uma incerteza sobre a identidade de gênero ou orientação sexual foi classificado como transtorno de maturação sexual pela Organização Mundial de Saúde na CID-10, sob "Transtornos psicológicos e comportamentais associados ao desenvolvimento e orientação sexual". A orientação sexual por si só não é um distúrbio e não é classificada sob este título. Também difere da orientação sexual ego-distônica onde a orientação sexual ou identidade de gênero é reprimida ou negada.
Muitos grupos de estudantes LGBT e literatura incluem questionamento; no caso de gay-straight alliances, eles o fazem em parte para que os alunos não sejam obrigados a rotular a sua orientação sexual ou identidade de gênero. As pressões, os estigmas e o medo da discriminação por parte dos colegas e da sociedade podem desencorajar muitos a enfrentar os problemas desenvolvidos através do questionamento de identidade de gênero e orientação sexual. O apoio de amigos e familiares é importante durante a fase da adolescência, pois é o momento em que se está desenvolvendo a sua identidade e experimentando a maior mudança física e mental. A comunidade LGBT formou muitos grupos de apoio, centros de ajuda e espaços online que podem ajudar jovens que buscam orientação e fornecem informações úteis em relação ao questionamento de identidade de gênero e orientação sexual. É sugerido por profissionais de psicologia para questionar os indivíduos a procurar ajuda através de plataformas tais como terapia, grupos de apoio, fóruns da comunidade online, organizações de saúde mental, linhas de vida de prevenção do suicídio e aconselhamento.
Um exemplo de uma organização nacional dedicada a fornecer serviços de intervenção em crises, apoio e prevenção de suicídio para jovens LGBTQ é o The Trevor Project. Eles fornecem serviços como Trevor Lifeline, TrevorChat, TrevorText e Trevor Support Center.